# دریاچه خار-اوس (اووس)
دریاچه خار-اوس (به لاتین: Khar-Us Lake) یک دریاچه در مغولستان است که در استان اووس واقع شده‌است.